# Superliga de Serbia 2014-15
La temporada 2014-15 fue la 9ª edición de la Superliga de Serbia, la máxima categoría del fútbol serbio. La competición se inició el 9 de agosto de 2014 y finalizó el 24 de mayo de 2015 con la coronación del Partizan Belgrado.

## Ascensos y descensos
Un total de 16 equipos disputan la liga, los clubes FK Javor Ivanjica y FK Sloboda Užice descendidos la temporada anterior son reemplazados para este torneo por el campeón y subcampeón de la Prva liga Srbija, el FK Mladost Lučani y el FK Borac Čačak respectivamente.
| Pos. | Descendidos de la Superliga de Serbia 2013-14 |
| ---- | --------------------------------------------- |
| 17.º | FK Javor Ivanjica                             |
| 18.º | FK Sloboda Užice                              |

| Pos. | Ascendidos de la Prva liga Srbija 2013/14 |
| ---- | ----------------------------------------- |
| 1.º  | FK Mladost Lučani                         |
| 2.º  | FK Borac Čačak                            |

## Estadios y localizaciones
Todas las cifras para los estadios incluyen el aforo con asientos solamente, ya que muchos estadios en Serbia tienen gradas sin asientos, lo que dificulta determinar la cantidad real de personas que pueden asistir a los partidos de fútbol que no estén regulados por la UEFA o la FIFA.
| Equipo                 | Ciudad     | Estadio                    | Capacidad |
| ---------------------- | ---------- | -------------------------- | --------- |
| FK Borac Čačak         | Čačak      | Čačak Stadium              | 8.000     |
| FK Donji Srem          | Pećinci    | Sportski Centar Suvača     | 4.000     |
| FK Čukarički           | Belgrado   | Stadion Čukarički          | 4.070     |
| FK Jagodina            | Jagodina   | Stadion FK Jagodina        | 15.000    |
| FK Mladost Lučani      | Lučani     | Stadion Mladost Lučani     | 8.000     |
| FK Napredak Kruševac   | Krusevac   | Stadion Mladost Kruševac   | 10.331    |
| FK Novi Pazar          | Novi Pazar | Gradski stadion Novi Pazar | 12.000    |
| OFK Belgrado           | Belgrado   | Omladinski Stadion         | 19.100    |
| FK Partizan            | Belgrado   | Estadio Partizan           | 32.710    |
| FK Rad Belgrado        | Belgrado   | Stadion Kralj Petar I      | 6.000     |
| FK Radnički Kragujevac | Kragujevac | Estadio Čika Dača          | 15.100    |
| FK Radnički Niš        | Niš        | Stadion Čair               | 18.151    |
| Estrella Roja          | Belgrado   | Estadio Estrella Roja      | 55.538    |
| Spartak Zlatibor Voda  | Subotica   | Gradski stadion Subotica   | 13.000    |
| FK Vojvodina           | Novi Sad   | Estadio Karađorđe          | 14.458    |
| FK Voždovac            | Belgrado   | Estadio Voždovac           | 5.200     |

## Tabla de posiciones
- Actualización final el 24 de mayo de 2015

| ---             | Pos. | Equipos               | PJ | PG | PE | PP | GF | GC | DIF | PTS |
| --------------- | ---- | --------------------- | -- | -- | -- | -- | -- | -- | --- | --- |
| Clasificó a UCL | 1.   | Partizan Belgrado     | 30 | 21 | 8  | 1  | 67 | 22 | +45 | 71  |
| Clasificó a UEL | 2.   | Estrella Roja         | 30 | 19 | 7  | 4  | 46 | 20 | +26 | 64  |
| Clasificó a UEL | 3.   | Čukaricki Stankom     | 30 | 16 | 9  | 5  | 48 | 24 | +24 | 57  |
|                 | 4.   | Vojvodina Novi Sad    | 30 | 16 | 4  | 10 | 44 | 36 | +8  | 52  |
|                 | 5.   | FK Novi Pazar         | 30 | 13 | 8  | 9  | 39 | 28 | +11 | 47  |
|                 | 6.   | Rad Belgrado          | 30 | 13 | 4  | 13 | 33 | 38 | -5  | 43  |
|                 | 7.   | FK Mladost Lučani (A) | 30 | 11 | 7  | 12 | 41 | 47 | -6  | 40  |
|                 | 8.   | OFK Belgrado          | 30 | 10 | 9  | 11 | 35 | 43 | -8  | 39  |
|                 | 9.   | Radnički Nis          | 30 | 9  | 10 | 11 | 25 | 31 | -6  | 37  |
|                 | 10.  | FK Jagodina           | 30 | 10 | 5  | 15 | 38 | 45 | -7  | 35  |
|                 | 11.  | Spartak Subotica      | 30 | 9  | 7  | 14 | 23 | 33 | -10 | 34  |
|                 | 12.  | Voždovac Belgrado     | 30 | 9  | 7  | 14 | 24 | 37 | -13 | 34  |
|                 | 13.  | FK Borac Čačak (A)    | 30 | 8  | 9  | 13 | 29 | 35 | -6  | 33  |
|                 | 14.  | Napredak Kruševac     | 30 | 8  | 7  | 15 | 23 | 34 | -11 | 31  |
|                 | 15.  | FK Donji Srem         | 30 | 6  | 8  | 16 | 25 | 42 | -17 | 26  |
|                 | 16.  | Radnički Kragujevac   | 30 | 4  | 7  | 19 | 17 | 42 | -25 | 19  |

- (A) : Ascendido la temporada anterior.

|  | Clasificado a Liga de Campeones de la UEFA 2015-16. |
|  | Clasificado a Liga Europea de la UEFA 2015-16.      |
|  | Playoffs de descenso.                               |
|  | Desciende a Prva liga Srbija.                       |

## Playoffs Promoción
El club clasificado en la antepenúltima posición enfrenta al tercer clasificado de la Prva Liga por un lugar en la máxima categoría.
|  | Metalac Gornji Milanovac |  | Napredak Kruševac |             |  |
|  |                          |  |                   | Árbitro(s): |  |

|  | Napredak Kruševac |  | Metalac Gornji Milanovac |             |  |
|  |                   |  |                          | Árbitro(s): |  |

## Máximos Goleadores
| Pos. | Jugador            | Club              | Goles |
| ---- | ------------------ | ----------------- | ----- |
| 1    | Patrick Friday Eze | Mladost Lučani    | 15    |
| 2    | Petar Škuletić     | Partizan          | 14    |
| 3    | Mijat Gaćinović    | Vojvodina         | 11    |
| 4    | Igor Matić         | Čukaricki Stankom | 10    |
| 4    | Darko Lazović      | Estrella Roja     | 10    |

Fuentes: Superliga web oficial, soccerway.com

## Segunda Liga
En la Segunda División (Prva Liga Srbija) compitieron 16 clubes, los dos primeros clasificados fueron ascendidos a la Superliga de Serbia y cuatro clubes fueron relegados a la Liga Srpska, la tercera división del fútbol serbio.
| Pos. | Equipos                     | PJ | PG | PE | PP | GF | GC | DIF | PTS |
| ---- | --------------------------- | -- | -- | -- | -- | -- | -- | --- | --- |
| 1.   | FK Radnik Surdulica         | 30 | 19 | 7  | 4  | 41 | 14 |     | 64  |
| 2.   | FK Javor Ivanjica           | 30 | 17 | 10 | 3  | 47 | 19 |     | 61  |
| 3.   | FK Metalac Gornji Milanovac | 30 | 16 | 7  | 7  | 43 | 29 |     | 55  |
| 4.   | FK Bačka Palanka            | 30 | 14 | 6  | 10 | 37 | 30 |     | 48  |
| 5.   | FK Inđija                   | 30 | 14 | 4  | 12 | 39 | 31 |     | 46  |
| 6.   | FK Sinđelić Belgrad         | 30 | 12 | 4  | 14 | 40 | 39 |     | 40  |
| 7.   | FK Proleter Nowy Sad        | 30 | 11 | 7  | 12 | 33 | 32 |     | 40  |
| 8.   | FK Sloga Petrovac na Mlavi  | 30 | 10 | 10 | 10 | 37 | 37 |     | 40  |
| 9.   | FK Bežanija                 | 30 | 11 | 7  | 12 | 25 | 27 |     | 40  |
| 10.  | FK BSK Borča                | 30 | 10 | 8  | 12 | 31 | 33 |     | 38  |
| 11.  | FK Kolubara Lazarevac       | 30 | 9  | 11 | 10 | 34 | 43 |     | 38  |
| 12.  | FK Sloboda Užice            | 30 | 8  | 12 | 10 | 24 | 28 |     | 36  |
| 13.  | FK Moravac Mrštane          | 30 | 10 | 5  | 15 | 32 | 41 |     | 35  |
| 14.  | FK Jedinstvo Putevi         | 30 | 7  | 8  | 15 | 23 | 36 |     | 29  |
| 15.  | FK Sloga Kraljevo           | 30 | 8  | 2  | 20 | 22 | 56 |     | 26  |
| 16.  | FK Mačva Šabac              | 30 | 5  | 10 | 15 | 23 | 36 |     | 25  |